# Psidium dumetorum
Psidium dumetorum foi uma árvore da Jamaica, atualmente extinta. Era endêmica de uma pequena região que foi completamente devastada. O último espécime foi visto em 1976.